# سیارک ۸۹۱۴
سیارک ۸۹۱۴ (به انگلیسی: 8914 Nickjames، نامگذاری:1995YP2) هشت هزار و نهصد و چهاردهمین سیارک کشف شده‌است که در ۲۵ دسامبر ۱۹۹۵ کشف شد.
قدر مطلق سیارک برابر ۳۷.۱ است.